# Calcona
Calcona (e os compostos relacionados "calconóides") é uma cetona aromática que forma o núcleo central de uma variedade de compostos biológicos importantes, os quais são conhecidos coletivamente como calconas. Eles apresentam propriedades antibacterianas, antifúngicas, antitumorais e anti-inflamatórias. Algumas calconas demonstram a habilidade de bloquear canais de potássio dependentes de voltagem. Eles também são intermediários na biossíntese de flavonóides, os quais são substâncias muito difundidas em plantas e com uma série de atividades biológicas. Calconas são também intermediários na síntese de Auwers de flavonas.